# Liste der Naturdenkmale in Bad Rippoldsau-Schapbach
| Naturdenkmale | Anzahl |
| ------------- | ------ |
| FND           | 6      |
| END           | 18     |
| Gesamt        | 24     |

Die Liste der Naturdenkmale in Bad Rippoldsau-Schapbach nennt die verordneten Naturdenkmale (ND) der im baden-württembergischen Landkreis Freudenstadt liegenden Gemeinde Bad Rippoldsau-Schapbach. In Bad Rippoldsau-Schapbach gibt es insgesamt 24 als Naturdenkmal geschützte Objekte, davon sechs flächenhafte Naturdenkmale (FND) und 18 Einzelgebilde-Naturdenkmale (END).
Stand: 31. Oktober 2016.

## Flächenhafte Naturdenkmale (FND)
| Name                                      | Bild | Kennung     | Einzelheiten             | Position | Fläche Hektar | Datum         |
| ----------------------------------------- | ---- | ----------- | ------------------------ | -------- | ------------- | ------------- |
| Absbachwasserfall                         | BW   | 82370750018 | Bad Rippoldsau-Schapbach | ⊙        | 8,6           | 29. Aug. 1963 |
| Buntsandsteinschlucht „Gierisloch“        | BW   | 82370750013 | Bad Rippoldsau-Schapbach | ⊙        | 5,9           | 29. Aug. 1963 |
| Erzknappenfelsen                          | BW   | 82370750019 | Bad Rippoldsau-Schapbach | ⊙        | 1,3           | 28. Aug. 1963 |
| Sandsteinblock „Glackstein“ („Klagstein“) | BW   | 82370750020 | Bad Rippoldsau-Schapbach | ⊙        | 1,9           | 9. Okt. 1964  |
| Sandsteinblock „Kastelstein“              |      | 82370750171 | Bad Rippoldsau-Schapbach | ⊙        | 0,8           | 29. Aug. 1963 |
| Teufelskanzel                             | BW   | 82370750014 | Bad Rippoldsau-Schapbach | ⊙        | 1,3           | 29. Aug. 1963 |
| Legende für Naturdenkmal                  |      |             |                          |          |               |               |

## Einzelgebilde (END)
| Name                       | Bild | Kennung     | Einzelheiten             | Position | Fläche Hektar | Datum        |
| -------------------------- | ---- | ----------- | ------------------------ | -------- | ------------- | ------------ |
| Fichte                     | BW   | 82370750002 | Bad Rippoldsau-Schapbach | ⊙        | 0,0           | 6. Apr. 1993 |
| Schlangenfichte            | BW   | 82370750001 | Bad Rippoldsau-Schapbach | ⊙        | 0,0           | 6. Apr. 1993 |
| 1 Buche                    | BW   | 82370750005 | Bad Rippoldsau-Schapbach | ⊙        | 0,0           | 6. Apr. 1993 |
| 1 Buche                    | BW   | 82370750009 | Bad Rippoldsau-Schapbach | ⊙        | 0,0           | 6. Apr. 1993 |
| 1 Fichte                   | BW   | 82370750007 | Bad Rippoldsau-Schapbach | ⊙        | 0,0           | 6. Apr. 1993 |
| 1 Linde                    | BW   | 82370750012 | Bad Rippoldsau-Schapbach | ⊙        | 0,0           | 6. Apr. 1993 |
| 1 mehrstämmige Stechpalme  | BW   | 82370750016 | Bad Rippoldsau-Schapbach | ⊙        | 0,0           | 6. Apr. 1993 |
| 1 Rotbuche                 | BW   | 82370750008 | Bad Rippoldsau-Schapbach | ⊙        | 0,0           | 6. Apr. 1993 |
| 1 Stieleiche               | BW   | 82370750003 | Bad Rippoldsau-Schapbach | ⊙        | 0,0           | 6. Apr. 1993 |
| 1 Stieleiche               | BW   | 82370750006 | Bad Rippoldsau-Schapbach | ⊙        | 0,0           | 6. Apr. 1993 |
| 1 Stieleiche               | BW   | 82370750011 | Bad Rippoldsau-Schapbach | ⊙        | 0,0           | 6. Apr. 1993 |
| 1 Stieleiche               | BW   | 82370750017 | Bad Rippoldsau-Schapbach | ⊙        | 0,0           | 6. Apr. 1993 |
| 1 Vierstämmige Winterlinde | BW   | 82370750013 | Bad Rippoldsau-Schapbach | ⊙        | 0,0           | 6. Apr. 1993 |
| 1 Winterlinde              | BW   | 82370750014 | Bad Rippoldsau-Schapbach | ⊙        | 0,0           | 6. Apr. 1993 |
| 2 Douglasien               |      | 82370750022 | Bad Rippoldsau-Schapbach | ???      | 0,0           | 6. Apr. 1993 |
| 2 Winterlinden             | BW   | 82370750010 | Bad Rippoldsau-Schapbach | ⊙        | 0,0           | 6. Apr. 1993 |
| 2 Winterlinden             | BW   | 82370750015 | Bad Rippoldsau-Schapbach | ⊙        | 0,0           | 6. Apr. 1993 |
| 3 Fichten                  | BW   | 82370750004 | Bad Rippoldsau-Schapbach | ⊙        | 0,0           | 6. Apr. 1993 |
| Legende für Naturdenkmal   |      |             |                          |          |               |              |